# Ewa Filipiak (pedagog)
Ewa Maria Filipiak – polska pedagog, dr hab. nauk humanistycznych, profesor Katedry Dydaktyki i Studiów nad Kulturą Edukacji Wydziału Pedagogiki Uniwersytetu Kazimierza Wielkiego, Gnieźnieńskiej Szkoły Wyższej Milenium, oraz Zakładu Dydaktyki Collegium Medicum im. Ludwika Rydygiera w Bydgoszczy Uniwersytetu Mikołaja Kopernika w Toruniu.

## Życiorys
W 1988 uzyskała tytuł magistra w Wyższej Szkole Pedagogicznej w Bydgoszczy, 7 czerwca 1994 obroniła pracę doktorską Aktywność językowa dzieci w wieku wczesnoszkolnym, 8 października 2002 habilitowała się na podstawie pracy zatytułowanej Konteksty rozwoju aktywności językowej dzieci w wieku wczesnoszkolnym. 17 lipca 2013 uzyskała tytuł profesora nauk społecznych.
Została zatrudniona na stanowisku profesora nadzwyczajnego i dyrektora w Instytucie Pedagogiki na Wydziale Pedagogiki i Psychologii Uniwersytetu Kazimierza Wielkiego.
Awansowała na stanowisko profesora w Katedrze Dydaktyki i Studiów nad Kulturą Edukacji na Wydziale Pedagogiki Uniwersytetu Kazimierza Wielkiego, Gnieźnieńskiej Szkole Wyższej Milenium, oraz w Zakładzie Dydaktyki Collegium Medicum im. Ludwika Rydygiera w Bydgoszczy  Uniwersytetu Mikołaja Kopernika w Toruniu.
Jest kierownikiem Katedry Dydaktyki i Studiów nad Kulturą Edukacji Wydziału Pedagogiki Uniwersytetu Kazimierza Wielkiego.